# Paco Sáez
Paco Sáez, (San Miguel de Salinas 17 de julio de 1970) es director de cine, Artista de guion gráfico, realizador de Storyboard y dibujante. Ganó el Premio Goya como director en la categoría Mejor cortometraje de animación con Madrid2120.

## Biografía

### Estudios y primeros trabajos
Estudió en la Escuela de Artes Aplicadas y Oficios Artísticos de Orihuela, donde se graduó en la especialidad de Fotografía en 1991. 
Antes de terminar sus estudios, montó un estudio de fotografía, (1988-1992), donde realizaba reportajes fotográficos en celebraciones y encargos privados. Este periodo le sirvió para reflexionar sobre su futuro profesional, ya que desde una edad precoz su obsesión era el dibujo y su pasión era contar historias y dibujarlas en viñetas. Decidió cerrar el estudio de fotografía en 1993 y en enero de 1995 tomó rumbo a Madrid para mostrar sus trabajos en las productoras de cine de la capital.
Consiguió una prueba en la productora BRB Internacional, para la serie La Historia de Canarias. Realizó el storyboard de 27 capítulos. Para la misma productora realizó el storyboard de las series: Los intocables de Elliot Mouse (1995), y El nuevo mundo de los gnomos, (Tercera parte de David el Gnomo)(1997).

### Carrera de dibujante
En 1997 Walt Disney Iberia Company (actualmente conocida como The Walt Disney Company Spain & Portugal) le ofreció ser el dibujante oficial de la gira Hércules Súper Tour, con motivo del estreno de la última producción de la compañía (Hércules (película de 1997)). Durante un mes y medio se embarcó en una gira por las ciudades más importantes de España, enseñando el proceso de cómo se dibujan los personajes de la película, con un espectáculo final en el Cine Coliseum de Madrid, lugar que fue elegido para el estreno oficial de la película en España. Siguió trabajando con The Walt Disney Company en numerosas ocasiones, haciendo ilustraciones y storyboards para campañas publicitarias y dibujos en directo, hasta la actualidad.
En 2002 empezó a trabajar como dibujante para Cartoon Network (España), donde realizó todo tipo de campañas publicitarias con los personajes del canal de televisión, (The Powerpuff Girls | Las supernenas, El laboratorio de Dexter, Scooby-Doo, Johnny Bravo).
Casa real de España contó con sus servicios en 2013, como único ilustrador para el proyecto de la página web oficial de la Familia Real española.

### Carrera cinematográfica
En 2004 Ilion Animation Studios supervisó el Storyboard de la película Planet 51, vinculándose a este estudio hasta 2007.
En 2007 comenzó su experiencia como artista de guion gráfico en el cine de imagen real, de la mano del director Nacho G. Velilla, con su primer largometraje Fuera de carta, a partir de aquí siguió trabajando en otros largometrajes del director: Que se mueran los feos, (2010), Perdiendo el norte, (2015), Villaviciosa de al lado, (2016), Perdiendo el este, (2019), y en las series televisivas: Los Quién, (2010) y Fenómenos, (2012).
En 2008 realizó el Storyboard de la Producción Spanish Movie, (2009), dirigida por Javier Ruiz Caldera, y repitió experiencia con el mismo director en Promoción fantasma, (2012).
En 2014 fue contratado por Lightbox Animation Studios, donde supervisó el departamento de Storyboard bajo la batuta del director Enrique Gato, en las películas: Atrapa la bandera, (2015), Tadeo Jones 2: El secreto del rey Midas, (2017) y Tadeo Jones 3 (En proceso).
En 2018 supervisó el Storyboard de la nueva película D'Artacán y los tres mosqueperros, (2021).

### Docencia
Durante años, ha ejercido la función de maestro y conferenciante de técnicas de dibujo y creación de storyboard en universidades de España y Sudamérica.